# Albert Mauguière
Albert Mauguière est un homme politique français né le 8 septembre 1883 à Fontenois-la-Ville (Haute-Saône) et décédé le 24 novembre 1960 à Grasse (Alpes-Maritimes)
Industriel, Albert Mauguière est maire de Vauvillers en 1927. Député radical de la Haute-Saône de 1936 à 1940.

## Sources
- « Albert Mauguière », dans le Dictionnaire des parlementaires français (1889-1940), sous la direction de Jean Jolly, PUF, 1960 [détail de l’édition]